# Aleksandr Kholodinsky
Aleksandr Kholodinsky (tiếng Belarus: Аляксандр Халадзінскі; tiếng Nga: Александр Холодинский; sinh 16 tháng 10 năm 1991) là một cầu thủ bóng đá Belarus. Tính đến năm 2017, anh thi đấu cho Isloch Minsk Raion.